# Dan Meuser
Daniel P. Meuser, detto Dan (Babylon, 10 febbraio 1964), è un politico statunitense, membro della Camera dei Rappresentanti per lo stato della Pennsylvania.

## Biografia
Nato nello stato di New York, Meuser studiò alla Cornell University. Dopo gli studi fondò una società insieme a suo padre e suo fratello, la Pride Mobility Products.
Nel 2008 entrò in politica con il Partito Repubblicano e si candidò alla Camera dei Rappresentanti, ma venne sconfitto nelle primarie.
Nel 2011 il governatore della Pennsylvania Tom Corbett lo nominò Segretario delle Entrate, carica che mantenne per i successivi quattro anni.
Nel 2018, dieci anni dopo la sua prima candidatura, Meuser concorse nuovamente per un seggio alla Camera e in questa occasione riuscì ad essere eletto deputato.
Sposato con Shelley, Meuser è padre di tre figli. Ideologicamente si configura come conservatore.